# عقد 630 هـ
عقد 630 هـ هو الفترة بين عام 630 إلى 639 في التقويم الهجري، أي العشر سنوات الرابع من القرن السابع الهجري.